# Ian Gomez
Ian Braque Gomez, född 27 december 1964 i New York, är en amerikansk skådespelare. Gomez är bland annat känd för roller som Larry i The Drew Carey Show, Javier i Felicity, Danny i Norm show, Andy i Cougar Town och Mike i Mitt stora feta grekiska bröllop.

## Filmografi i urval
- 1995 – Våra värsta år (TV-serie)
- 1995–1996 – Murphy Brown (TV-serie)
- 1995–2004 – The Drew Carey Show (TV-serie)
- 1998–2002 – Felicity (TV-serie)
- 1999 – EDtv
- 1999–2001 – Norm show (TV-serie)
- 2002 – Mitt stora feta grekiska bröllop
- 2002 – På spaning i New York (TV-serie)
- 2006 – Lost (TV-serie)
- 2008 – Jims värld (TV-serie)
- 2009 – Min stora feta grekiska semester
- 2009–2015 – Cougar Town (TV-serie)
- 2016–2017 – Supergirl (TV-serie)
- 2019 – The Morning Show (TV-serie)